# Министерство здравоохранения и поддержки семьи Индии
Министерство здравоохранения и поддержки семьи Индии - это учреждение, отвечающее за политику в области здравоохранения в Индии. Оно также отвечает за все государственные программы, касающиеся планирования семьи в Индии.
Министр здравоохранения и благосостояния семьи занимает ранг члена Совета Министров.
Министерство состоит из трех департаментов: Департамента здравоохранения, Департамента семейного благосостояния и Департамента аюрведы, йоги и натуропатии
Также туда входит Унани, Сиддха и гомеопатия. Оно регулярно публикует журнал об индийской фармакопее с 1955 года через Индийскую комиссию фармакопеи, автономный орган при министерстве, занимающийся установлением стандартов качества для препаратов,  медицинских приборов и технологий.

## Департамент здравоохранения
- Национальная организация по контролю за СПИДом
- 13 национальных программ здравоохранения
  - Национальная программа борьбы со СПИДом
  - Национальная программа по борьбе с раком
  - Национальная программа по борьбе с филяриатозом
  - Национальная программа управления йодной недостаточностью
  - Национальная программа по ликвидации лепры
  - Национальная программа охраны психического здоровья
  - Национальная программа по контролю за слепотой
  - Национальная программа по профилактике и борьбе со глухотой
  - Национальная программа борьбы против табака
  - Национальная программа борьбы с трансмиссивными болезнями
  - Пилотная программа по профилактике и контролю диабета, сердечно-сосудистых заболеваний и инсульта
  - Пересмотренная Национальная программа борьбы с туберкулезом
  - Универсальная программа иммунизации
- Медицинский совет Индии
- Стоматологический Совет Индии
- Совет аптек Индии
- Индийский Совет по уходу
- Всеиндийский институт речи и слуха
- Всеиндийский институт физической медицины и реабилитации

## Департамент по делам семьи
- 18 научно-исследовательских центров в шести университетах и шести других учреждениях в 17 штатах
- Национальный институт здравоохранения и охраны семьи
- Международный институт демографических наук
- Центральный научно-исследовательский институт лекарственных препаратов
- Индийский совет по медицинским исследованиям

## Департамент аюрведы, йоги и натуропатии, Унани, Сиддха и гомеопатии
- Центральный совет по исследованиям в области Аюрведы и сиддха
- Центральный совет по исследованиям в области медицины Унани
- Центральный совет по исследованиям в области гомеопатии
- Центральный совет по исследованиям в области йоги и натуропатии
- Центральный совет индийской медицины
- Несколько учебных заведений
  - Национальный институт аюрведы, Джайпур
  - Национальный институт Сиддха, Ченнай
  - Национальный институт гомеопатии, Калькутта
  - Национальный институт натуропатии, Пуна
  - Национальный институт медицины Унани, Бангалор
  - Институт последипломного обучения и исследований в области Аюрведы, Джамнагар, Гуджарат
  - Национальный институт йоги Морарджи Десаи , Нью-Дели